# Stig Larsson (Regisseur)

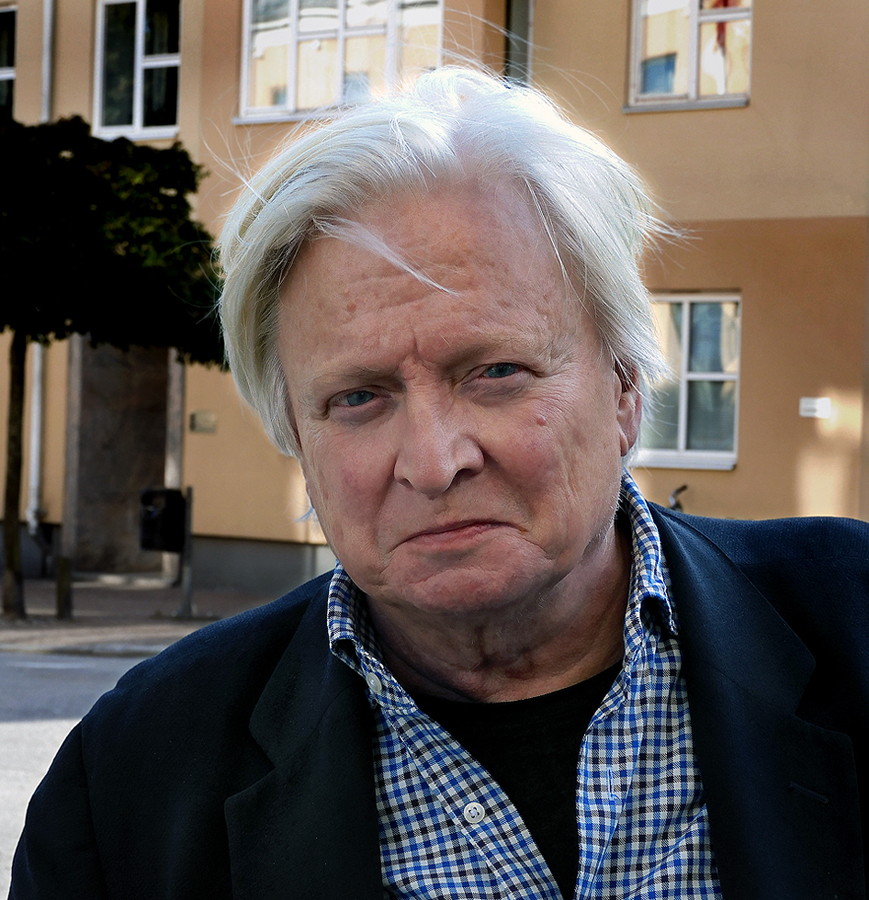
Stig Larsson 2021

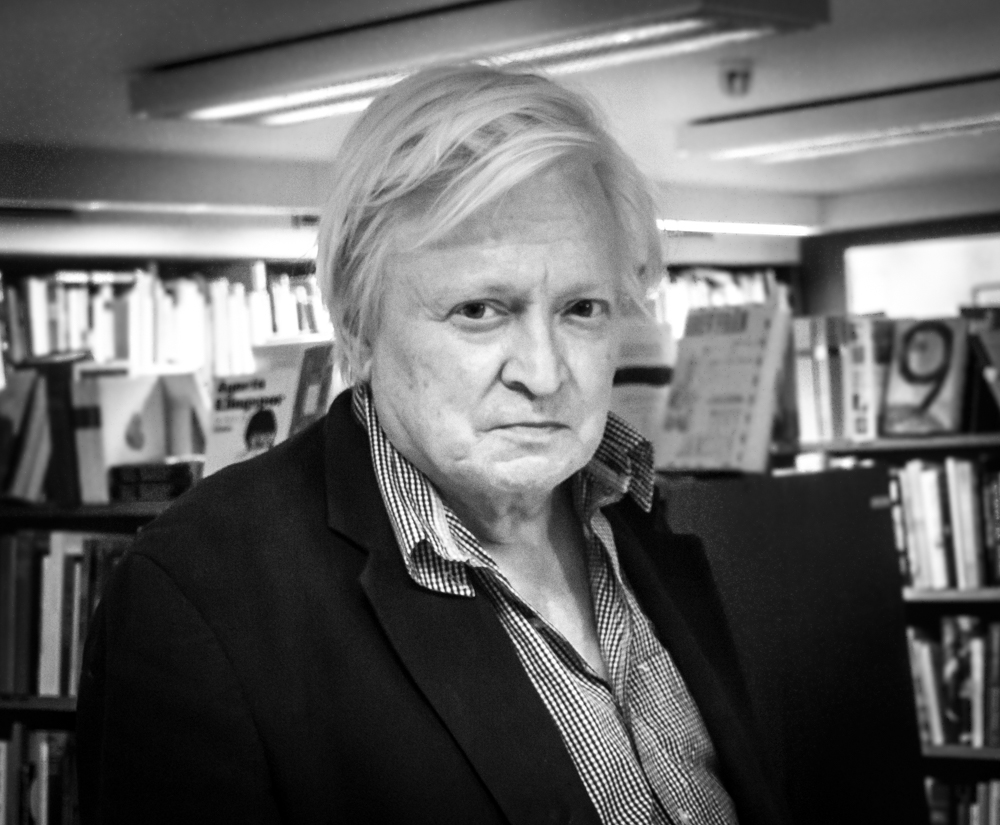
Stig Larsson 2018

Stig Håkan Larsson (* 20. Juli 1955 in Skellefteå, Västerbottens län) ist ein schwedischer Filmproduzent, Regisseur und Autor.

## Leben
Larsson ist der Sohn von Stig Torsten Larsson (1928–2005) und dessen Frau Elma Lovisa (geborene Holmlund, 1929–2011). Er wuchs in Umeå auf. Sein erstes Gedicht schwedisch Hösten ‚Herbst‘ wurde am 11. April 1964 auf der Kinderseite in der Zeitung Västerbottens-Kuriren veröffentlicht. Während seiner Zeit auf dem Gymnasium widmete er sich den Theateraktivitäten an der Umeå Shakespeare Society. Nach dem Militärdienst begann er ein Studium der Linguistik an der Universität von Umeå und studierte anschließend von 1977 bis 1979 Filmwissenschaft am Dramatiska Institutet der Universität Stockholm. Er gründete gemeinsam mit Horace Engdahl, Arne Melberg, Anders Olsson, Åke Sandgren und anderen die Zeitschrift Kris. Von 1977 bis 1988 war er dort Redaktionsmitglied und verantwortlicher Verleger.
1979 erschien sein erster Roman Autisterna. Neben international erfolgreichen Bühnenstücken (zum Beispiel Sisters/Brothers, das er 1994 selbst als Regisseur am Königlichen Dramatischen Theater in Stockholm in Szene setzte) veröffentlichte Larsson über 20 Bücher, darunter sowohl Lyrik als auch Prosa und Romane.
Seine erste Regiearbeit war der Fernsehfilm VD, dem ein Jahr später schon das fürs Kino produzierte Werk Ängel folgte. Darüber hinaus schrieb Larsson Drehbücher für diverse Fernsehproduktionen. In seinem eigenen Film Ängel und in dem Film Forbrydelsens element (The Element of Crime) seines Regie-Kollegen Lars von Trier wirkte er als Schauspieler mit.

## Auszeichnungen
- 1985: Stig-Carlson-Preis
- 1987: Signe Ekblad-Eldhs Preis
- 1990: Guldbagge gemeinsam mit Åke Sandgren für das Drehbuch zum Film Miraklet in Valby (Valby – Das Geheimnis im Moor)[3]
- 1990: Literaturpreis der Zeitung Göteborgs-Posten[4]
- 1997: Dobloug-Preis
- 2001: Gerard-Bonnier-Preis
- 2006: Bellman-Preis[5]
- 2008: Sonderpreis der Samfundet De Nio

## Publikationen (Auswahl)
Gedichte/Lyrik
- Minuterna före blicken. 1981.
- Den andra resan. 1982.
- Samtidigt, på olika platser. 1985.
- Deras ordning. 1987.
- Ett kommande arbete. 1991.
- Natta de mina. 1997.

Essays
- Wokas lax? 1998.
- Helhjärtad tanke. 1999.
- Avklädda på ett fält. 2000.

Prosa/Romane
- Die Autisten. Ammann, Zürich 1989, ISBN 3-250-10132-X (schwedisch: Autisterna. Übersetzt von Jörg Scherzer).
- Nyår. 1984.
- Introduktion. 1986.
- Om en död. 1992.
- Höllenfahrt – Komödie I. Ammann, Zürich 1993, ISBN 3-250-10208-3 (schwedisch:  Komedin I. Übersetzt von Jörg Scherzer).

Sonstige
- När det känns att det håller på ta slut. 2012 (Autobiographie).
- Folk på ön. Bonniers förlag, Stockholm 2017, ISBN 978-91-0-013568-3.

Dramen
- 18. September 1987: VD[6]
- 1991: Pjäser
- 2011: Realism

## Filmografie (Auswahl)
- 1984: The Element of Crime (Darsteller)
- 1988: Punk VD (Fernsehfilm; Drehbuch, Regie)
- 1989: Valby – Das Geheimnis im Moor (Miraklet i Valby Drehbuch)
- 1989: Ängel (Drehbuch, Regie, Darsteller)
- 1990: The Rabbit Man (Kaninmannen Drehbuch, Regie)
- 2009: Metropia (Drehbuch)